# Karabin maszynowy M85
M85 – amerykański czołgowy karabin maszynowy kalibru 12,7 mm.

## Historia
Od 1933 roku na uzbrojeniu US Armed Forces znajdował się wkm M2. Była to dobra broń (M2 nadal znajduje się na uzbrojeniu), ale z powodu dużych wymiarów komory zamkowej M2 nie nadawał się do montażu w ciasnych wnętrzach pojazdów pancernych.
Kiedy w latach 60. XX wieku postanowiono wyposażyć czołgi M60 w wieżyczkę dowódcy z zamocowanym wewnątrz wkm-em kalibru 12,7 mm pojawiła się konieczność opracowania nowego wielkokalibrowego karabinu maszynowego.
Nowa broń miała być pod każdym względem lepsza od starego M2. Miała mniejszą masę, a dzięki specjalnemu mechanizmowi istniała możliwość zmiany szybkostrzelności z 500–600 strz./min (strzelanie do celów naziemnych) na 1000–1100 strz./min (strzelanie do celów powietrznych). Poza wersją czołgową powstała także wersja montowana na trójnogu M3, oznaczona jako M85C.
W praktyce okazało się, że nowy karabin maszynowy jest znacznie mniej niezawodny od M2. Bardzo podatny okazał się zwłaszcza mechanizm zmiany szybkostrzelności. Spowodowało to że M85 był używany wyłącznie jako uzbrojenie pojazdów pancernych. Poza czołgami M60 był montowany w maszynach inżynieryjno-drogowych M728 i amfibiach  LVTP7. Po wycofaniu w latach 90. z uzbrojenia czołgów M60 i zastąpieniu M85 montowanych w amfibiach wkm-ami M2HB, M85 został wycofany z uzbrojenia armii amerykańskiej.

## Opis
M85 był bronią samoczynną, działającą na zasadzie krótkiego odrzutu lufy. Mechanizm spustowy umożliwiał tylko ogień ciągły. Zasilanie taśmowe (taśma rozsypna M15A2). Możliwe zasilanie prawo- lub lewostronne. Broń strzela wyłącznie ogniem ciągłym z zamka otwartego. M85 posiadał lufę szybkowymienną.